# 고양이 피부 질환
고양이 피부 질환은 고양이에게서 나타나는 가장 흔한 건강 문제 중 하나이다. 고양이의 피부 질환은 여러 가지 원인이 있으며, 사람들을 괴롭히는 많은 흔한 피부 질환은 고양이에게도 해당된다. 고양이의 피부와 털의 상태는 고양이의 전반적인 건강의 중요한 지표가 될 수 있다. 고양이의 피부 질환은 급성, 자기 제한적인 문제에서부터 평생 치료가 필요한 만성적 또는 장기간 지속되는 문제까지 다양하다. 고양이 피부 질환은 원인에 따라 분류할 수 있다.

## 종류

### 면역 매개 피부 질환
피부 질환은 면역 체계 기능의 결핍으로 인해 발생할 수 있다. 고양이에서 면역결핍의 가장 흔한 원인은 레트로바이러스에 의한 감염이다. FIV나 FeLV, 그리고 이러한 만성 감염을 가진 고양이들은 피부 감염과 농양의 반복적인 발작을 겪는다. 아토피성 피부염, 군모성 피부염, 고양이 호산성 육아종과 같은 과민성 질환과 천포창, 원형성 홍반성 낭창 등 자가면역에 의한 피부질환도 이 범주에 속한다.

### 감염성 피부 질환
고양이의 중요한 전염성 피부질환은 백선이다. 다른 고양이 피부 감염증에는 망치와 이 감염과 같은 기생충 질병이 포함된다.
벼룩과 진드기를 포함한 다른 외기생충은 직접적으로 전염되는 것으로 간주되지 않지만 다른 감염된 숙주가 기생충의 수명주기를 확립한 환경에서 획득된다.
또 다른 흔한 피부 감염은 고양이 물람 농양이다. 물린 상처에 의해 유입된 세균의 혼합은 피부 아래 주머니에서 감염을 유발하고 영향을 받은 고양이들은 종종 조울증과 열을 나타낸다.

### 유전성 및 발달성 피부질환
어떤 질병들은 피부 구조나 기능의 고유한 이상이다. 여기에는 피부 파괴한도 증후군(Ehlers-Danlos), 유전성 저혈압증 및 선천성 또는 유전성 탈모증이 포함된다.

### 내부 질환의 피부 증상
일부 전신 질환은 피부 질환으로 증상이 나타날 수 있다. 고양이의 경우 가장 파괴적인 고양이 피부 질환 중 하나인 고양이 후천성 피부 파괴한도 증후군을 포함한다. 이 희귀한 증후군의 병인은 알려져 있지 않다. 일반적으로 이질성 또는 자연적으로 발생하는 고코르티솔리즘, 당뇨병 또는 임신성 화합물의 광범위한 사용과 관련이 있다.